# Reyer Venezia 1980-1981
Questa voce raccoglie le informazioni riguardanti la Reyer Venezia Mestre nelle competizioni ufficiali della stagione 1980-1981.

## Stagione
La Carrera Reyer Venezia disputa il campionato di A2 vincendolo, ottenendo così la promozione e l'accesso ai play-off per l'assegnazione del titolo di Campione d'Italia.
Al primo turno incontra e supera la Recoaro Forlì per due partite ad una. Nei quarti si trova da affrontare la Turisanda Varese, venendo eliminata per due partite a zero.
Nella stessa stagione arrivò in finale di Coppa Korac contro la Juventud Badalona perdendo per 1 punto 105-104 dopo 1 tempo supplementare.

## Roster
- Dražen Dalipagić[2]
- Fabrizio Della Fiori[3]
- Andrea Gracis[2]
- Spencer Haywood[2]
- Luigi Serafini[2]
- Claudio Soro[2]
- Lorenzo Carraro[2]
- Michele Marella[2]
- Luca Silvestrin[2]
- Giovanni Grattoni[2]
- Stefano Gorghetto[2]
- Allenatore:  Tonino Zorzi[2]
- Vice allenatore:  Waldi Medeot[3]